# Atrichopogon femoralis
Atrichopogon femoralis är en tvåvingeart som beskrevs av Tokunaga 1940. Atrichopogon femoralis ingår i släktet Atrichopogon och familjen svidknott. Inga underarter finns listade i Catalogue of Life.